# Rhamphochromis
Rhamphochromis là một chi cá thuộc họ Cichlidae đặc hữu lưu vực hồ Malawi, bao gồm hồ chính, hồ Malombe, hồ Chilingali, phá Chia và thượng nguồn sông Shire. Chúng phần đông xuất hiện ở vùng nước mở xa bờ hồ (sâu đến 200 m hay 660 ft), nhưng vài loài cũng sống gần bờ. Chúng ăn cá mòi hồ Malawi và utaka nhỏ.
Cơ thể chúng thuôn dài và thường có màu bạc hay bạc ánh kim, có khi có vây vàng (nhất là cây bụng và vây hậu môn) và những sọc ngang sậm màu trên người. Tùy theo loài, chúng đạt chiều dài 28 đến 45 cm (11–18 in).
Dù không quá gần gũi, Rhamphochromis có khi được so sánh với các loài Bathybates ở hồ Tanganyika.

## Các loài
Có sáu loài hiện được công nhận:
- Rhamphochromis esox (Boulenger, 1908)
- Rhamphochromis ferox Regan, 1922
- Rhamphochromis longiceps (Günther, 1864)
- Rhamphochromis lucius C. G. E. Ahl, 1926
- Rhamphochromis macrophthalmus Regan, 1922
- Rhamphochromis woodi Regan, 1922